# Mogens Høgh Jensen
Mogens Høgh Jensen (født 2. marts 1955) er en dansk fysiker, der har leveret bidrag til forskningen inden for komplekse dynamiske systemer og fraktaler. Han er professor ved Niels Bohr Institutet på Københavns Universitet og var 2016-2020 præsident for Videnskabernes Selskab.

## Karriere
Han færdiggjorde sin kandidatuddannelse i 1981, med professor Per Bak som vejleder. Hans speciale omhandlede faseovergange og havde titlen “Theory of Helical Magnetic Structure and Phase Transitions” som senere blev tilegnet et kapitel i L.D. Landau og E.M. Lifshitz, Electrodynamics of Continuous Media (Kapitel 52).
I løbet af sit PhD arbejdede han med studier af kaos og fraktal dimensioner, og sammen med Per Bak og Tomas Bohr opdagede han den universelle skaleringsstruktur i sammenkoblingen mellem to frekvenser der hvor kaos indtræder.
Efter sin PhD i 1984, fortsatte han sin akademiske karriere som postdoc ved James Franck Instituttet i Chicago, med Leo Kadanoff som vejleder. Her bidrog han til en serie af indflydelsesrige artikler, specielt spillede han en ledende rolle i udviklingen af multifraktaler.
Senere arbejdede han med fuldt udviklet turbulens og sammen med Giovanni Paladin og Angelo Vulpiani revolutinerede han studiet af intermittenskorrektion i form af skalmodeller . Han var leder af ‘Center for Chaos and Turbulence Studies: CATS’ før han i 2004 blev leder af ‘BioNET: Danish Center for Biophysics’. Siden har han hovedsageligt arbejdet med projekter i biofysik, særligt proteinoscillationer inden i celler.

## Hæder
Han har modtaget adskillige priser, her mest bemærkelsesværdigt den norske fysik pris ‘Gunnar Randers’ som han blev overrakt i 2011 af Kong Harald 5. af Norge.
Han har været besøgende professor ved universiteterne i Chicago, Rom, Fukuoka og Harvard.
Mogens Høgh Jensen har været medlem af Videnskabernes Selskab siden 2000, generalsekretær i perioden 2012-2016 og endelig præsident fra 2016-2020. Han blev slået til ridder af Dronning Margrethe 2. i 2017.